# Jason Oost
Jason Oost   (la Haia, 10 d'octubre de 1982) és un exfutbolista professional neerlandès d'ascendència indonèsia.

## Biografia
Nascut a La Haia, Països Baixos i és d'ascendència indonèsia. va començar la seua carrera al juvenil del Feyenoord Rotterdam però signà el seu primer contracte professional amb el RKC Waalwijk en 2002 després de rebutjar una cessió a l'Excelsior Rotterdam. En Waalwijk jugà 84 partits en tres temporades i marcà 12 gols. En 2005 es mogué al Sparta Rotterdam, on se convertí en el màxim golejador de l'equip amb 8 gols en la temporada 2005-2006. Recentment ha rebutjat un nou contracte amb el Sparta. Ha dit que la primera i principal raó era que no tenia un lloc a l'equip titular i solia estar en la banqueta. El 2 d'agost de 2007 signà un contracte de dos anys amb el VVV Venlo.
És fill de Jeffrey Oost, l'entrenador del juvenil del Feyenoord C1.
Es va incorporar a De Graafschap el 2008, però quan va quedar clar que el club va descendir a la Jupiler League, Oost va dissoldre el seu contracte amb De Graafschap. Com a agent lliure, Oost va ser jutjat amb N.E.C. però no va aconseguir impressionar, i se'n va anar sense aconseguir contracte. Llavors Oost va signar un contracte amb la segona divisió belga, el KVSK United. El 2009 va ser convocat per representar l'equip nacional de futbol d'Indonèsia, però va rebutjar l'oferta perquè no volia renunciar al seu passaport holandès.
El juliol de 2016, es va anunciar que Oost es retiraria del futbol professional, posant fi a una carrera de 14 anys als 33 anys. Va marcar 51 gols en 339 partits de lliga holandesa. D després va jugar una altra temporada a nivell semiprofessional amb Quick Boys. És fill de Jeffrey Oost, l'entrenador de l'equip juvenil del Feyenoord C1.

## Carrera d'entrenador
El maig de 2017, Oost va acabar la seva carrera futbolística i va començar a centrar-se en l'entrenament. La temporada 2017-18 va treballar com a entrenador ajudant al Jong Almere City FC i va ser responsable de l'Almere City U17.